# Echthronomas heinrichi
Echthronomas heinrichi är en stekelart som beskrevs av Gupta 1980. Echthronomas heinrichi ingår i släktet Echthronomas och familjen brokparasitsteklar. Inga underarter finns listade i Catalogue of Life.